# Kunstjahr 1910
Liste der Kunstjahre

Kunstjahr 1910 | 1911 | 1912 | 1913 | 1914 | ► | ►►

Weitere Ereignisse
Dieser Artikel behandelt das Kunstjahr 1910.

## Ereignisse

### Architektur
- 29. November: Die Strudlhofstiege in Wien wird eröffnet. Den Entwurf zur Anlage lieferte Theodor Johann Jaeger vom Wiener Stadtbauamt. Das Bauwerk wurde aus Mannersdorfer Kalkstein errichtet und gilt als bedeutendes Bauwerk des Jugendstils.

### Bildhauerei

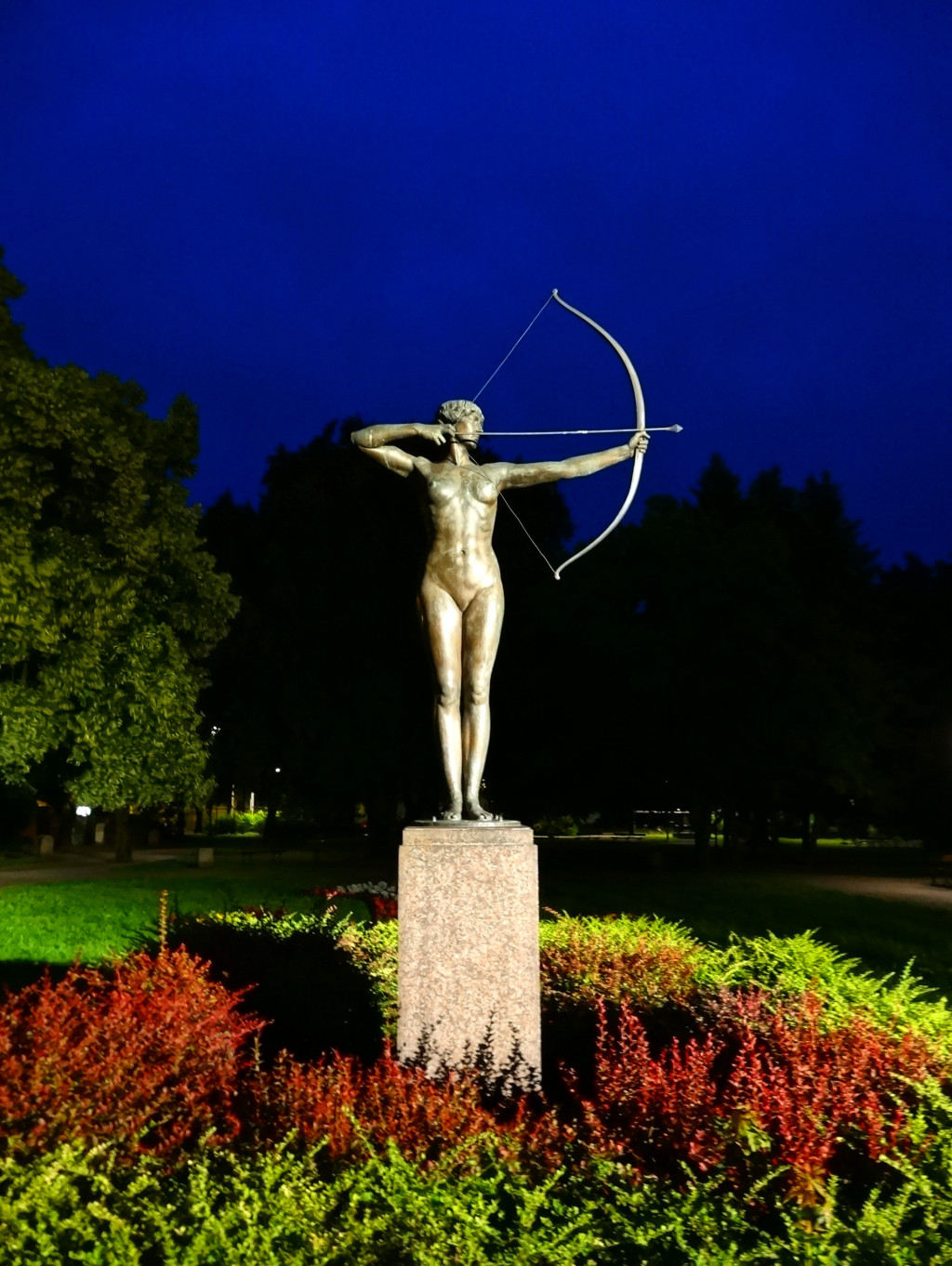
Die Bronzestatue Die Bogenspannerin von Ferdinand Lepcke wird im Jan-Kochanowski-Park in Bydgoszcz enthüllt.

### Malerei
- 11. Februar: Umberto Boccioni präsentiert das Manifest der futuristischen Malerei.
- 21. April: Die überwiegend expressionistische Neue Secession spaltet sich von der Berliner Secession ab, die von Max Liebermann geleitet wird. Sie beginnt ihre Tätigkeit am 15. Mai mit der „Ausstellung von Werken Zurückgewiesener der Berliner Secession“ und wird in der Anfangszeit geleitet von Georg Tappert und Max Pechstein.

Werke Egon Schieles 1910
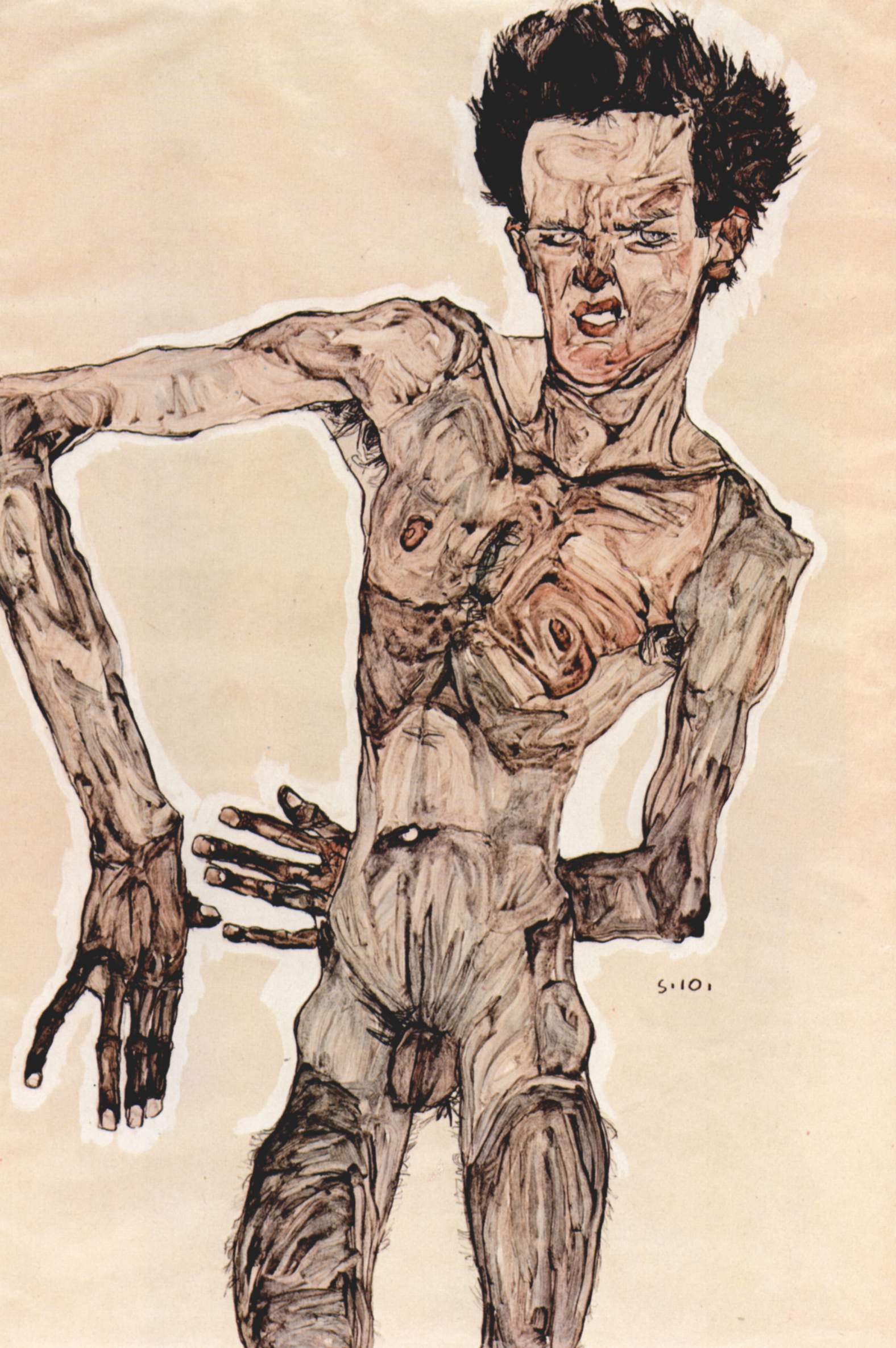
Männlicher Akt, Selbstporträt
Weiblicher Akt
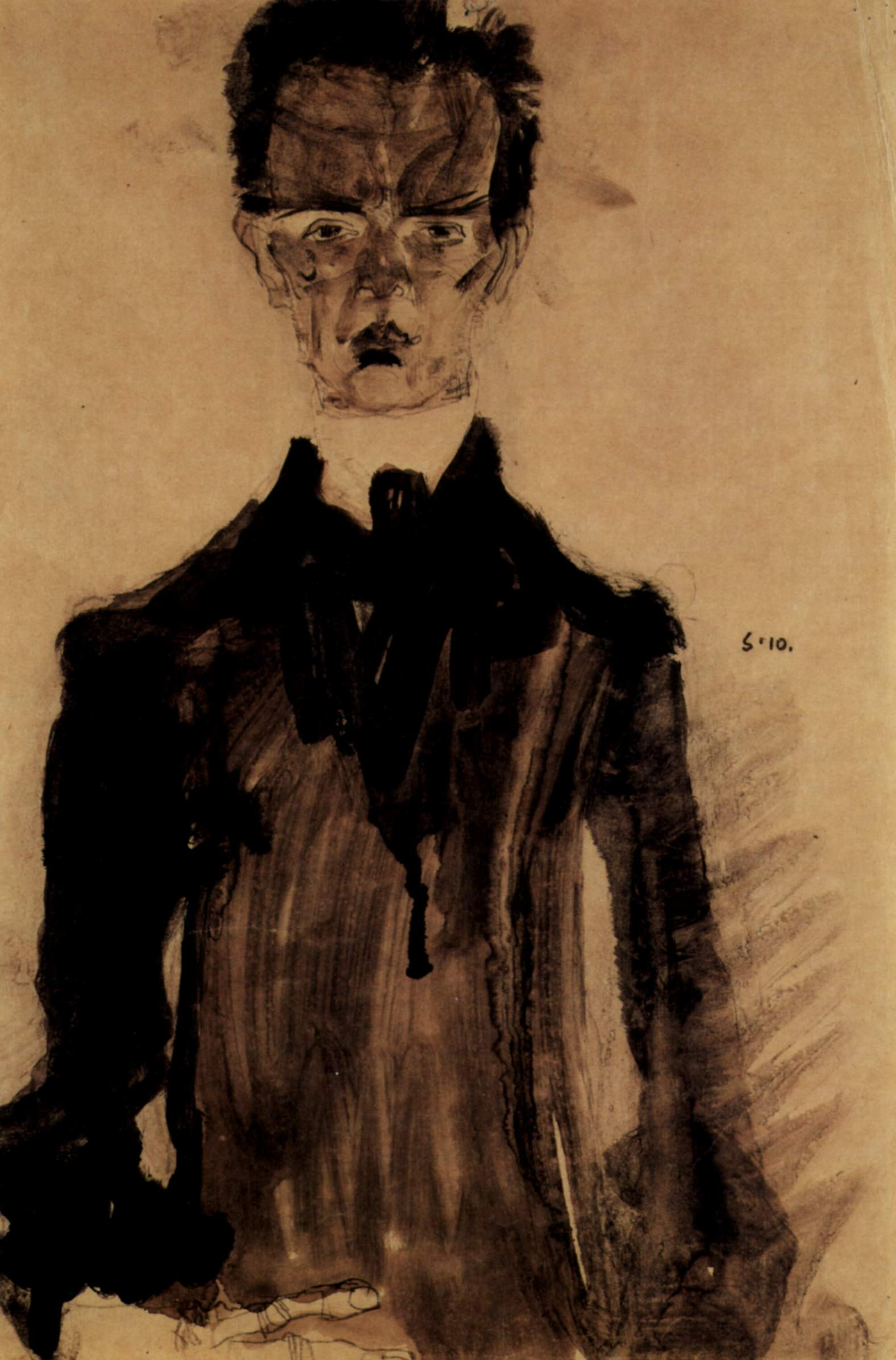
Selbstporträt im schwarzen Gewand
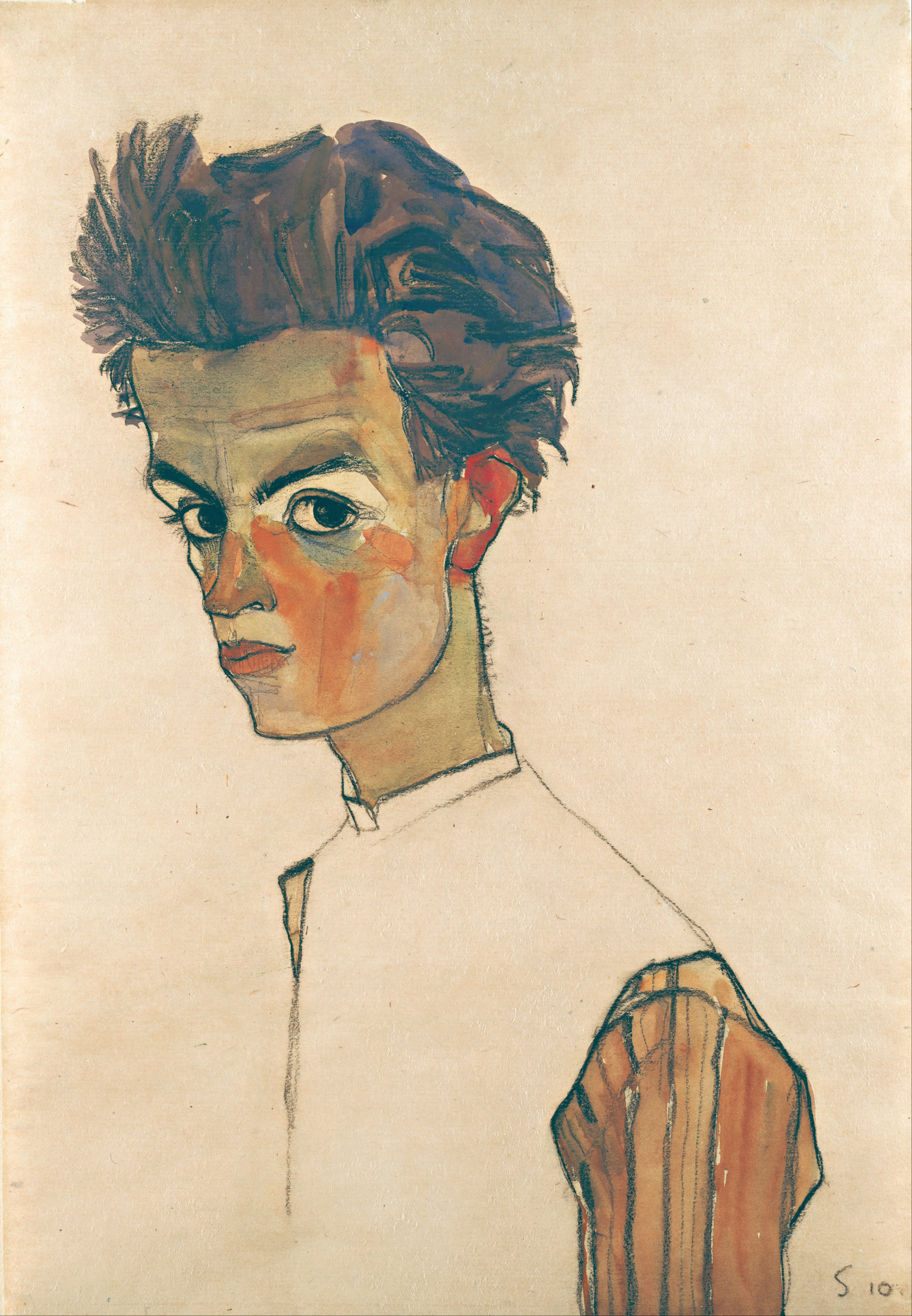
Selbstbildnis mit gestreiftem Hemd

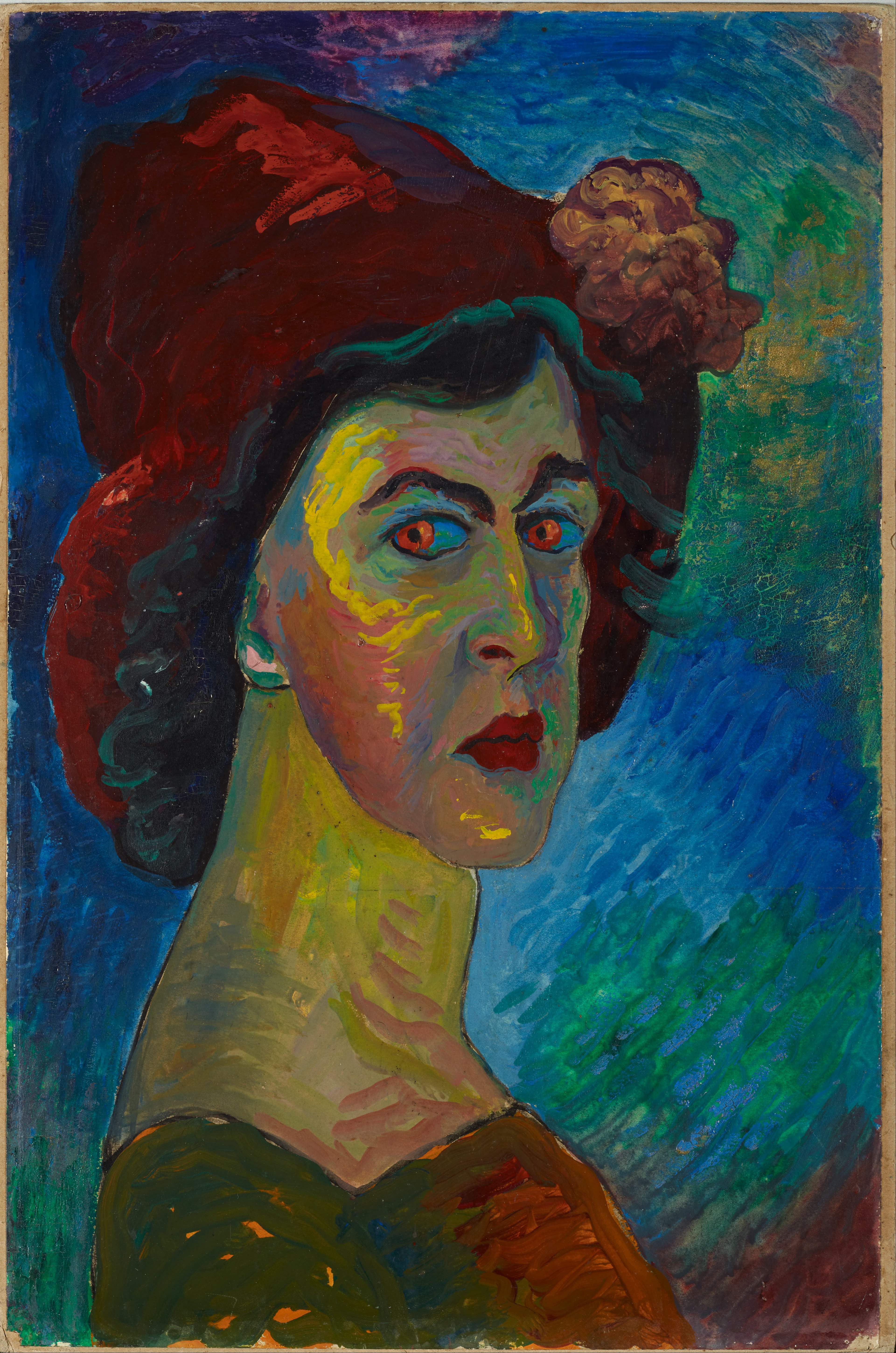
Selbstbildnis I

- Die russische Malerin Marianne von Werefkin malt unter anderem das Selbstbildnis I, mit dem sie die Abkehr vom Realismus zum Expressionismus vollzieht.
- Franz Marc fertigt unter anderen die Gemälde Weidende Pferde I und Pferde auf der Weide. In letzterem ist erstmals das Motiv seiner späteren Blauen Pferde vorweggenommen.

### Museen und Ausstellungen

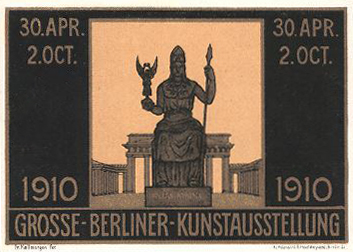
Werbepostkarte Grosse Berliner Kunstausstellung 1910, von Friedrich Kallmorgen

- 23. April bis 1. November: In Brüssel findet die Weltausstellung Brüssel International – 1910 statt. In der Abteilung der schönen Künste im französischen Pavillon werden unter anderem Werke von Claude Monet, Auguste Rodin, Pierre-Auguste Renoir und Henri Matisse ausgestellt. Das Hotel Astoria wurde speziell für die Weltausstellung erbaut und ist seither denkmalgeschützt.
- 3. Juli: Das nach Plänen von Otto Seegy errichtete Künstlerhaus in Nürnberg wird eröffnet.
- 16. Juli bis 9. Oktober: Der Sonderbund Westdeutscher Kunstfreunde und Künstler veranstaltet im Städtischen Kunstpalast in Düsseldorf seine zweite Ausstellung. Sie trägt den Untertitel Deutsche und französische Neukunst, die damit auf die Gegenüberstellung von Expressionismus und Fauvismus hinweist. Gezeigt werden 242 Gemälde und Plastiken sowie 278 kunstgewerbliche Arbeiten. Vertretene Künstler der Ausstellung sind unter anderem Ernst Ludwig Kirchner, Max Pechstein, Karl Schmidt-Rottluff, Emil Nolde, Wassily Kandinsky, Alexej von Jawlensky sowie André Derain, Maurice de Vlaminck, Édouard Vuillard, Georges Braque und Pablo Picasso, die zum ersten Mal in Düsseldorf mit ihren Werken zu sehen sind. Die Ausstellung wird ebenso wie die erste von der Presse verhöhnt, die Ausstellenden und Gäste als unheilbar irrsinnig bezeichnet.
- 1. bis 14. September: Die Neue Künstlervereinigung München veranstaltet in der Modernen Galerie Heinrich Thannhauser im Arco-Palais in München ihre zweite Ausstellung. Gezeigt werden 115 Werke von 31 Künstlern und Künstlerinnen, unter ihnen Adolf Erbslöh, Alexej Jawlensky, Wassily Kandinsky, Pablo Picasso und Marianne von Werefkin.

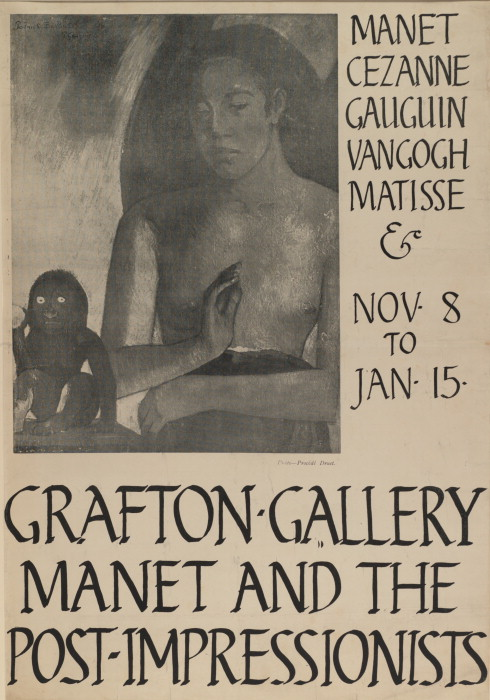
Plakat der Ausstellung von 1910 unter Verwendung von Paul Gauguins Gemälde Poèmes barbares

- 8. November 1910 bis 15. Januar 1911: Die Ausstellung Manet and the Post-Impressionists in den Grafton Galleries in London, organisiert von Roger Fry, führt den Kunstbegriff des Post-Impressionismus ein. Das Londoner Publikum der Edwardischen Epoche zeigt sich von der Ausstellung schockiert, und die Presse veröffentlicht vernichtende Kritiken. Darin wird der Organisator Fry unter anderem als „verrückt“ bezeichnet, Paul Cézannes Werke mit Kinderkritzeleien verglichen.
- Die im Jahr 1907 von Károly Ferenczy gegründete Ungarische Gesellschaft der Impressionisten und Naturalisten (MIÉNK) zeigt ihre letzte Ausstellung.
- In Moskau wird die nach der gleichnamigen Ausstellung benannte russische Künstlergruppe Karo-Bube gegründet, die zur russischen Avantgarde gezählt wird.
- Das nach Plänen von Karl Coelestin Moser errichtete Kunsthaus Zürich wird eröffnet.
- Eröffnung des Los Angeles County Museum of Art

## Geboren

### Erstes Halbjahr
- 25. Januar: Viljo Revell, finnischer Architekt († 1964)

- 11. Februar: Rudi Baerwind, deutscher Maler († 1982)

- 01. März: Erika Streit, Schweizer Malerin, Grafikerin und Zeichnerin († 2011)
- 25. März: David Ludwig Bloch, deutscher Maler († 2002)

- 13. April: Wilhelm Schmied, deutscher Maler und Grafiker († 1984)
- 29. April: Fritz Kühn, deutscher Fotograf, Bildhauer und Kunstschmied († 1967)

- 01. Mai: Roland Rainer, österreichischer Architekt († 2004)
- 05. Mai: Leo Lionni, Grafiker, Maler und Buchautor († 1999)
- 20. Mai: Margret Hofheinz-Döring, deutsche Malerin († 1994)
- 23. Mai: Franz Kline, US-amerikanischer Maler († 1962)

- 06. Juni: Hélène de Beauvoir, französische Malerin († 2001)
- 07. Juni: Pietro Annigoni, italienischer Maler († 1988)
- 07. Juni: Marion Post Wolcott, US-amerikanische Fotografin († 1990)
- 11. Juni: Theodore Lux Feininger, deutsch-amerikanischer Fotograf und Maler († 2011)
- 27. Juni: Pierre Joubert, französischer Zeichner und Maler († 2002)

### Zweites Halbjahr
- 01. Juli: Hans Nadler, deutscher Denkmalpfleger und Architekt († 2005)
- 18. Juli: Max Meid, Frankfurter Architekt († 2009)

- 01. August: Gerda Taro, deutsche Fotografin († 1937)
- 14. August: Willy Ronis, französischer Fotograf († 2009)
- 20. August: Eero Saarinen, finnisch-US-amerikanischer Architekt († 1961)
- 25. August: Dorothea Tanning, US-amerikanische Malerin, Bildhauerin und Schriftstellerin († 2012)
- 27. August: Max Weiler, österreichischer Maler († 2001)

- 13. September: Rolf Gutbrod, deutscher Architekt († 1999)
- 17. September: Hilmar Pabel, deutscher Fotograf und Bildreporter († 2000)

- 05. Oktober: Wolf Strache, deutscher Fotograf, Bildjournalist und Verleger († 2001)
- 10. Oktober: Ramón Gaya, spanischer Maler († 2005)
- 10. Oktober: Julius Shulman, US-amerikanischer Architekturfotograf († 2009)
- 29. Oktober: Aurélie Nemours, französische Malerin († 2005)
- 30. Oktober: Thyra Hamann-Hartmann, deutsche Textilkünstlerin († 2005)

- 04. November: Walter Howard, deutscher Bildhauer († 2005)
- 17. November: Jacqueline Lamba, französische Malerin des Abstrakten Expressionismus († 1993)
- 24. Dezember: Max Miedinger, Schweizer Grafiker und Typograf († 1980)

## Gestorben
- 10. Januar: Bertha Pabst-Ross, deutsche Malerin (* 1824)
- 28. Januar: Angelo Agostini, italienisch-brasilianischer Zeichner und Karikaturist (* 1843)
- 01. Februar: Antonín Slavíček, tschechischer Maler (* 1870)
- 21. März: Johannes Schilling, deutscher Bildhauer (* 1828)
- 14. April: Michail Alexandrowitsch Wrubel, russischer Maler des Symbolismus (* 1856)
- 16. Mai: Henri Edmond Cross, französischer Maler (* 1856)
- 18. Mai: Franz Skarbina, deutscher Maler (* 1849)
- 08. August: Rudolf Epp, deutscher Maler des Realismus (* 1834)
- 12. August: Adolf Michaelis, deutscher Archäologe (* 1835)
- 20. August: Otto Piltz, deutscher Maler (* 1846)
- 02. September: Henri Rousseau, französischer Maler (* 1844)
- 07. September: William Holman Hunt, britischer Maler (* 1827)
- 29. September: Winslow Homer, US-amerikanischer Maler (* 1836)